# ジュリアナ東京

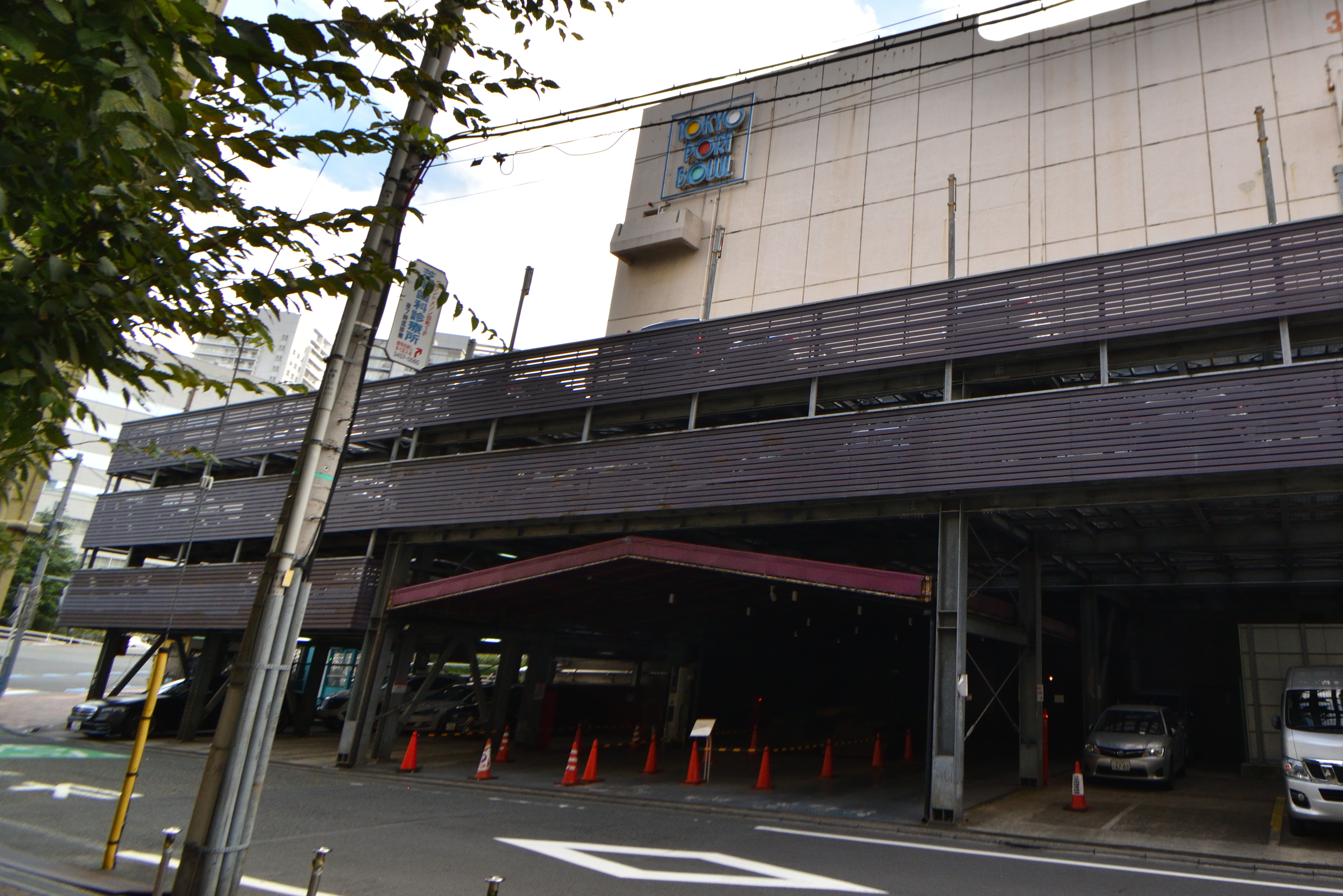
ジュリアナ東京 入口跡（2022年9月）

ジュリアナ東京（ジュリアナとうきょう）は、1991年（平成3年）5月15日から1994年（平成6年）8月31日までウォーターフロントと呼ばれた東京都港区芝浦に所在していたディスコである。正式名称は「JULIANA'S TOKYO British discotheque in 芝浦」である。

## 概要
ジュリアナ東京は、総合商社・日商岩井（当時）とイギリスのレジャー企業・ウェンブリーの共同出資により、1991年5月15日にオープンした。所在地は東京都港区芝浦1-13-10 第三東運ビル1階。総面積は1200m²、最大収容人数は2,000人。
ジュリアナ東京で扱う音楽ジャンルは、オールジャンルの時期を経て、イタロハウス、ハードコアテクノ、ハイパーテクノに変遷した。また、ジュリアナ東京のメインDJは、当時のディスコ専属DJとしては珍しい、アイルランド人のジョン・ロビンソンで、彼のDJスタイルやMCもジュリアナ東京を特徴付けた。
所在地だった港区芝浦・海岸地区は、バブル期にはウォーターフロント地区と呼ばれ、港湾設備や倉庫を改造した「芝浦ゴールド」（港区海岸）や「オーバー2218」といった有名ディスコが存在し、1980年代後半にはディスコ・ムーブメントの発信地として脚光を浴びていた。ただし、当施設は前述の通りいわゆるバブル崩壊後にオープンしている。

## 歴史

### 開業までのいきさつ
1990年春、東京倉庫運輸の経営陣（当時）から「今度、テナントが出て行く倉庫があるので、そのスペースを有効活用できないか」と相談を受けた、当時日商岩井の一社員であった折口雅博がディスコを提案した際、「ディスコを運営する会社に建物をリースする形なら企画に乗ってもいい」と同意を得た。折口は日商岩井の上司の反発を受けながらも開業資金を集め、東京倉庫運輸の子会社である東運レジヤーとの共同出資で、1991年5月15日にジュリアナ東京を開業した。
ジュリアナ東京開店時のコンセプトは、「普通のOLが上品な夜を過ごせるイギリス資本のコンサバティブディスコ」。これは、バブル期の時代の最先端であり、一見客には極めて入りづらかった「芝浦ゴールド」（1989年開店）へのアンチテーゼとして立案されたが、お立ち台ブームにより変化していった（後述）。
エントランスからサイドがオブジェで飾られた空間を通り、まず巨大な自動ドアに辿り着く。そのドアから一歩中に入ると、DJブース、色鮮やかなライティングが眼前に現れ、重厚なサウンドが響き渡り、大箱のダンスフロアの熱気が一気に肌を打つという空間だった。
女性のみが登れるお立ち台に対し、ダンスフロアを挟んでDJブースの向かい側の男性でも利用できる通称「雛壇（ステージ）」や、ボディソニックの音響設備、レーザー・スモーク・モニター等を取り入れ、ライティングオペレーション、ダンスフロアには巨大なシャンデリア、壁画やオブジェも設置し、大きな空間を最大限に活用した時代の最先端の大箱ディスコであった。また、DJジョン・ロビンソンの「ジュリアナス〜トキオ〜！」は会場のボルテージが最高潮に達するほど有名なMCである。海外アーティストを頻繁に招きライブも実施した。

### 絶頂期
ジュリアナ東京に関して象徴的に語られることが多いのが、通称「お立ち台」と呼ばれる、ダンスホールの両脇に設置された高さ130cm程のステージである。このお立ち台やそこで踊る女性がマスコミに大々的に取り上げられるにつれ、次第にワンレン・ボディコンの女性が集まるようになる。お立ち台でジュリ扇（ジュリアナのロゴ入り扇子でVIPルームで配られたもの。または羽付き扇子）を振り回して踊る光景が一世を風靡した。
店内は基本的にフリーシート。しかしVIPルームを含めても、席数は300弱であったため、ほとんどのゲストが着席できない状態であった。開店前には、田町の東京ガスの外塀の前にまで行列ができ、約500人は開店前に並ぶことも頻繁であった。一方、ドレスコード、入場制限等で、一日500人以上のゲストの入場をお断りすることもあった。
オーダーは着席ゲストしか取らない（人が多すぎてオーダーしたゲストを識別できない。伝票にテーブルナンバーが書けない）ため、バーやフードコーナーに基本的に並ぶ必要があった。混んでいると30分から1時間程度並ぶ必要があった。全盛期は、平日でも1000人以上の集客があり、台風で山手線が止まった月曜日であっても、約800人が来店した。1991年年末頃の金・土・日曜日は2000人以上、3000人を超えることもままあった。そのため、店内が鮨詰め状態であり、周囲の他人と触れることなく、店内を移動することは不可能であった。
メディアの取材が1日20社を超えることもあり、海外メディアも取材していた。映画の試写会、サークルのイベントパーティ、企業の貸切イベント等がジュリアナで実施された。
最寄り駅のJR田町駅の芝浦口では、ジュリアナ東京まで徒歩で赴くボディコン女性たちの姿が見られ、昼のオフィス街のOLの服装とはそぐわない、ある種異様な光景が日常茶飯事のように見受けられた。また、閉店間際になると、帰宅する女性を家まで送り届けるという名目で、周辺で「ゲッターズ」と呼ばれるナンパ車が多く出没した。帰りの山手線の中でも、ボディコンを着たまま電車に乗って帰る女性が数多く見受けられた。なお、「ジュリ扇」と言われる羽の扇子は、後期には田町駅からジュリアナまでの間の歩道の露天等でよく売られていた。
なお、テレビ番組でボディコン女性が「ジュリ扇」を振り回して踊る光景やジュリアナ東京の映像が、今日も「バブルを象徴する光景」として紹介されることが多い。しかし、ジュリアナ東京が営業していた1991年5月から1994年8月は、実際には徐々に進行するバブル崩壊期、景気後退期にあたることに注意が必要である 。このズレは、この時期にはまだバブルの物語が終わっていなかった証左とされる。
折口は日商岩井を退職してジュリアナ東京の経営に専念していたが、別の企業への運営委託を契約違反とした東京倉庫運輸側から経営権に関して提訴され、同社と和解した後、ジュリアナ東京の経営を退いた。

### 経営不振
一因に、大ブームにおけるエイベックスの『JULIANA'S TOKYO』シリーズのCD売り上げ増加に伴い、1993年に入るとCDの付録についている無料入場券を持っての一見客が、次第に多数を占めるようになっていったことが挙げられる。つまり、それまでと違うミーハーな客層、一見の初心者が増えたことによって、上客であった芸能人やモデル、医者やサラリーマン、遊び人大学生などの常連などは、ライバルの「芝浦ゴールド」や六本木、西麻布など他のエリアのディスコや新進のクラブに流れ、足が遠のいた上、その一見客がリピートしないことにより、次第に収益が悪化していった。
また実感は薄かったが、開店時にはすでにバブル景気は終わっており 、徐々に深刻化するバブル崩壊の余波がそれに輪をかけた。
さらに、単に「肌を露出した女性が多い」といった一面的なマスメディアの偏見報道により、下心を抱いた男性が集まってきて雰囲気が壊れ、荒廃していった。1993年に入ってからは、女性の露出度の高さに対し度々警察の指導・捜査が入り、臨時休店・休業が増加したことも経営に悪影響を与えた。1993年11月にはお立ち台は撤去された。後に「クリスタル（サイド）ステージ」と名前を変え、高さも面積も縮小して復活したが、この一連の騒動で失った客足を取り戻すことはできなかった。

### 閉店
1994年初頭に閉店を発表した際、マスコミ向けには「ディスコシーンにおける役割は充分果たした上での栄誉ある撤退」とし、表向きではジュリアナサウンド・音楽シーン・ファッション・ブームの創造を広く世間に認知させたジュリアナの威光が地に落ちる前の「勇気ある撤退」とされた。しかし実際には、上記のように客足の落ち込みによる経営不振が閉店の一番の要因であった。
また、小箱の「クラブ」に日本のダンスシーンのブームが移ったことと、さらに1980年代前半から続いたと言われる「第二次ディスコブーム」自体の終焉であったと言われることも多い。
1994年8月31日の営業最終日は無料開放となり、閉店を惜しむファンが全国から詰め掛けた。数千人収容できるホールにも入りきらず、入場待ち列が田町駅まで続くほどで、翌日昼過ぎまでアンコールの声が続いた。最終営業日の入場者数は約4000人。1万人が並んだと言われ、入場できないゲストの様子がTVでも放映された。

### その後
閉店後のジュリアナ東京跡では、総合スポーツセレクトショップ「ASR芝浦」がディスコ時代の建物を一部小変更した上で営業していたが、2011年1月5日に閉店した。その後、東運レジヤーは2014年1月に株主総会で解散を決議した後、同年7月に特別清算。ジュリアナ東京に関する商標権等は東京リクリエーションに移った。
2008年に「avex20th anniversary」企画として、Club Legendが実施され、かつてディスコ「MZA有明」だったディファ有明において、一日限りジュリアナ東京が復活した。その時の入場者数も4000人、1万3000人が並んだとされる。
2018年10月26日、大阪市北区堂山町にて、JULIANA'S TOKYO BRITISH DISCOTHEQUE IN OSAKA として復活したが、2020年5月、新型コロナウイルスの感染拡大の影響により閉店した。
2021年11月6日ジュリアナ東京30周年前夜祭にて六本木、バーレスク東京、2021年11月13日14日の2日間限定で渋谷CAMELOTにてジュリアナ東京30周年イベントが行われた。
2025年1月20日、東京商工会議所港支部設立50周年 記念式典・祝賀会のアトラクションとしてホテルオークラ東京で一夜限りのジュリアナ東京ナイトが開催された。

## 店内施設
エントランス・キャッシャー・フロント
パープルテント下のレッドカーペットを通り、キャッシャーにてエントランスフィーを支払う。VIPはそのままエスコートのアテンドによりVIPルームへ。
リテールショップ
飲食チケット、ジュリアナグッズの販売。ジュリアナのロゴの入った紙の扇子はここで販売。羽の扇子は売っていない。
クローク
エントランスから巨大自動ドアの間のオブジェの飾られた通路の右側（VIP専用）。
DJブース
巨大自動ドアの先前。
Wall
入口を背にして左側のフロア。
Island
入口を背にして右側のフロア。
Wallbar
Wallフロアにあるbar。
Islandbar
Islandフロアのbar。
ブリッジ
WallとIslandをDJブースの直上で繋ぐブリッジ。ダンスフロアを一望できる。
お立ち台
高さ約130cm、幅6 - 7m、奥行1 - 1.5m。各両脇から登台可。長方形ではなく、ダンスフロア側は扇方状の弧の様になっていた。縁は真鍮でコーディング。ダンスフロアをはさんで左右に設置。お立ち台の下はボディソニックスピーカー。後に撤去され、クリスタル（サイド）ステージと名前を変え、高さも面積も縮小され復活。
雛壇（ステージ）
ライブを行うときは、フラットにされステージとして利用、この時はゲスト（一般客）は利用不可になる。
VIP Room I
アイランドフロア手前中二階にあるオープンなVIPシート。通称V1。
VIP Room II
アイランドフロア奥二階にあるガラス張りのVIP Room。通称V2。
Lady's VIP
V1の1階壁に沿って設置された女性専用VIPシート。
PrivateRoom
アーティスト控室として利用。トイレの前のWallフロアの最奥ステージ横の隔離スペース。ライブが無い時は主にゴミ置き場として利用。
トイレ
Wall奥、男女各1。
KFCケンタッキーフライドチキン
Wall手前、フードサービスコーナー。
駐車場（立体）
VIP専用。ポーターが車のアテンド管理をしてくれる。
Exit（閉店時出口）
閉店30分前より、wallフロアのケンタッキーフライドチキンの隣のドアを開き、退店用出口として解放。
参考情報
下記は関係者以外入室不可。
- スタッフルーム: V1の1階。トイレあり。男女兼用。更衣もここ（女子用カーテン有り）。
- ストックルーム: V2の1階。酒、DJ関係機材レコード等。
- 事務室: リテールショップの裏。キャッシャーの内部（柱の窓の裏部分）。タイムカードはここで押す。
- 事務所: 東運レジャービル4F、立体駐車場隣接。

## システム
- 飲食はチケット制（VIP Room除く）
- エントランスフィーは男性5,000円、女性4,500円（週末、祝祭日前は500円追加)。ただし、入場時に飲食チケットを14枚（3,500円相当）付与。
- CDフリーエントランスチケットは飲食チケットはつかなく、金・土・祝祭日前日は使用不可。
- 日曜日はレディースナイトで女性はエントランスフリー。
- チケットがなくなった場合、1,000円単位で追加購入可。
- チケットは、初期、中期、後期と3種類存在。
- また、ドリンク専用、フード専用、兼用のチケットが存在。
- VIP charge
  - V1 - 3,000円/per 2hours default
  - V2 - 4,000円/per 2hours default
  - ドン・ペリニヨン ロゼ - 88,000円
  - レミーマルタン ルイ13世 - 380,000円 など
  - ジントニ2tickets　ビール（クアーズ）2ticketsなどdrink2～4tickets
  - SSS（シーフードスペシャルサラダ）5tickets　フライドポテト2ticketsなどfood2～5tickets
- パープルカードはエントランスフリー（マハラジャのカレッジカードとは違い女性専用、発行はかなり厳しかったがだんだん緩やかに）。
- インビテーションをほとんど発行しない。

## 選曲の傾向
ジュリアナで当時流れていた曲の傾向は以下の通り。尚、各区分には明確な年代境界があるわけではなく、ここでは便宜上そのように表記している。
黎明期 （オープンから1991年秋頃） - イタロハウス
イタロハウスを中心としてはいたが、どちらかと言えばオールジャンルな傾向があった。
絶頂期 （1991年冬頃から1992年頃） - ハードコアテクノ
T99の"アナスタシア"が受けた事により、それ以降はテクノがメインとなる。選曲傾向は初期のハードコアテクノが多い。中でも、ジュリアナで好まれていたのは、無機質なリズムへオーケストラ・ヒットを乗せ、ソウルミュージックの女性歌手のサンプリング（特に絶叫に近いもの）を被せた典型的なレイブサウンドが多かった。当時、洋楽邦楽問わず乱造されたような、間奏部分にとりあえずラップを挿入した曲も比較的多い。当時、日本ではこの系統のジャンルにあたる名称が無かったため、エイベックスではフリーペーパー「ビートフリーク」などで「発狂テクノ」または「デステクノ」などと呼称していた事もある。
安定期 （1993年以降） - ハイパーテクノ
絶頂期に好んで流されていた曲調を、更にユーロビート風に傾斜させたもの。甲高くて早口の女性ヴォーカルのものが多い。強いて言えばハッピーハードコアに分類されるが、ジュリアナで好まれていたものは、日本向けを強く意識したイタリア制作やベルギー制作の曲、中にはエイベックス所属の日本人アーティスト集団が多数のアーティスト名義を使い分け、海外リリースを装って制作したものまである。なおハイパーテクノというジャンル名称は日本でしか使われていないため注意が必要である。オープン直後の早い時間帯や、クールダウンの時間帯には、主にハウスが掛かっていた。

エイベックスからジュリアナのCD（コンピレーション・アルバム）が発売されていた。
マスメディアの報道により広く知られるようになった時期には、まだテクノというジャンルそのものが日本に浸透していなかったために、良い意味でも悪い意味でもテクノを有名にしたと言える。このため、クラブカルチャーを土台として発行していた音楽雑誌やミニコミ誌、またはそれを取り巻くリスナーには、ジュリアナの有名化に当初は困惑の色が濃かったが、次第にそれにも慣れてジュリアナで流れているような曲はテクノと別物として扱うようになっていった。現在でも、ジュリアナで流れていた曲調（絶頂期以降）は、敢えて一つのジャンルとしてカテゴライズされる場合があり、「ジュリテク」「ジュリアナ系」「レイヴサウンド」「ジュリアナサウンド」と呼ばれ、中には「ジュリアナみたい」などと曖昧に呼ばれる場合もある。
現在では「ジュリアナサウンド=商業的なダンス音楽」のような図式が形成されているが、ジュリアナの初期にはアンダーグラウンドな曲もある程度選曲されていた。しかし、客受けなどの理由により後に淘汰され、現在のような図式が形成したといえる。ちなみに上記の事象からハイテクなミーハーサウンドの印象が強いジュリアナ東京であるものの、ユーロビートは一切かからなかった。また、邦楽では唯一、TRFの、GOING 2 DANCE (STARR GAZER MIX)が掛かるのみであった。ハイパーテクノ・ジュリアナテクノという呼び名はジュリアナが創造した新しい音楽ジャンルとも言えるだろう。

## 流行

### 「ジュリ扇（せん）」
VIPルームの顧客にのみ配られた紫色のロゴ入り扇子を、女性客が持ったままお立ち台で踊ったのを真似たのが始まりとされるが、その後羽根つき扇子が導入されパワーアップして行った。「ロゴ入り扇子」や「羽根つき扇子（羽根扇やジュリ扇）とボディコンでハードコア・テクノに乗って踊る」というスタイルは地方の新興ディスコにも波及し、「盆踊りが現代に復活した」とも言われた。

### 「ゲッターズ」
マハラジャやジュリアナ東京などに出現する、都内のアソビ系サークルの大学生や若手ビジネスマンを中心とするナンパ集団「ゲッターズ」が一部で有名になった。実際は、ジュリアナから田町の駅まで徒歩で帰る女性を道路沿いに駐車した車から「送ってあげるよ」「どこまで帰るの?」等と声を掛けナンパする者達のことをゲッターズと呼んでいた。「アッシーくん」も参照のこと。

### コギャル
一般的に使われるようになるのは1990年代半ばだが、営業当時から既にコギャルという言葉がディスコでは使われていた。「子ギャル」のような意味合いで、童顔のギャルのこと。高校生か否かは問わず、20歳以上のOLでも童顔ならばコギャルと呼んでいた。

## 演出
メインDJのジョン・ロビンソンをはじめ、DAVID "3D" WARD、Anthony Lloyd Gulley、Paul Baynhamなど、当時の日本のディスコでは珍しかった外国人DJが専属として毎日レギュラーでプレイし、さらに英語でのMCパフォーマンスや、個性的な即興ラップなどを絡めた演出でオーディエンスを盛り上げた。
なお、この外国人DJたちによるMCパフォーマンスはノンストップCDにおいても、曲間などに演出として収録されているため、現在でもCDを入手さえすれば、当時の様子を窺い知ることができる。日本人DJとしてはPassion、Gunら。
また、三波春夫がライブを開催するなど、型破りな演出でも話題を呼んだ。また1994年には2アンリミテッドを招き、東京ドームでavex raveを開催した（avex raveは1993年が最初であり、半券を持ってくれば当日はジュリアナが入場無料になった）。
また荒木師匠（荒木久美子）はジュリ扇でのお立ち台ダンスが有名となり、ディスコクイーン（お立ち台の女王）となった。

## 主な顧客
ジュリアナによく遊びに来ていた有名人としては、明石家さんま、三浦知良、飯島愛、武田修宏、ラモス瑠偉、だいもん孝之、徳大寺有恒、志茂田景樹、羽賀研二など。また後藤えり子などのAV女優やレースクイーンなどが集まることでも有名であった。

## 関連作品
ここでは、作品内容がジュリアナ東京と関連し、かつ作品名にジュリアナ東京の店名が含まれているものを挙げた。他にも、アナログレコードやDJミックステープの存在が幾つか知られている。

### アルバム
エイベックス
- JULIANA'S TOKYO TECHNO RAVE PARTY （1992年2月21日、AVCD-11025）
- JULIANA'S TOKYO VOL.2 BALEARIC BEATS PARTY （1992年6月21日、AVCD-11045）
- JULIANA'S TOKYO VOL.3 RAVE NRG FOR THE FUTURE （1992年10月21日、AVCD-11065）
- JULIANA'S TOKYO VOL.4 TRANCE RAVE PARTY （1993年2月25日、AVCD-11101）
- JULIANA'S TOKYO VOL.5 （1993年5月21日、AVCD-11116）
- JULIANA'S TOKYO VOL.6 "THIS IS THE REAL JULIANA'S TOKYO" （1993年8月21日、AVCD-11133）
- JULIANA'S TOKYO VOL.7 RAVE REVOLUTION （1993年11月10日、AVCD-11154）
- JULIANA'S TOKYO VOL.8 RAVE GENERATION （1994年2月21日、AVCD-11185）
- JULIANA'S TOKYO VOL.9 3rd ANNIVERSARY （1994年5月21日、AVCD-11205））
- JULIANA'S TOKYO DJ'S SPECIAL SELECTION （2枚組）（1994年8月10日、AVCD-11216）
- JULIANA'S TOKYO LEGEND （4枚組）（1994年12月16日、AVCD-11272）[8]
- THE BEST OF JULIANA'S TOKYO 1992 （2枚組）（1992年12月10日、AVCD-11080）
- THE BEST OF JULIANA'S TOKYO 1993 （2枚組）（1993年12月10日、AVCD-11163）
- JOHN ROBINSON FROM JULIANA'S TOKYO （1993年2月5日、AVCD-11075）
- DISCO 90'S presents THE BEST OF JULIANA'S TOKYO （2004年8月25日、AVCD-17494）
- CLUB LEGEND 20th presents JULIANA'S TOKYO -THE BEST 20- （2008年8月13日、AVCD-23640）

cutting edge
- BASS PATROL! presents JULIANA TECHNO BASS PARTY　（1999年11月10日、CTCR-14143）

東芝EMI
- JULIANA'S DJ MEGAMIX POWER PLAY '91～'92 （1992年9月30日、TOCP-7409）

テイチク
- MEGA RAVE PASSION & GUN from JULIANA'S TOKYO VOL.1 （1993年4月21日、TECX-30480）
- MEGA RAVE PASSION & GUN from JULIANA'S TOKYO VOL.2 （1993年6月21日、TECX-30519）
- THE BEST OF MEGA RAVE PASSION & GUN from JULIANA'S TOKYO （1993年12月16日、TECX-32640）
- JULIANA'S GLOBAL DANCE NETWORK-THE CHRISTMAS COLLECTION （1993年11月21日、TECX-30659）

### ビデオ
エイベックス
- JULIANA'S TOKYO VIRTUAL RAVE-NRG （1993年2月25日、AVVD-90004）
- Forever Juliana's Tokyo ～The Last Day Of Juliana's Tokyo～ （1994年12月16日、AVVD-90011）